# 仙台陸軍幼年学校
仙台陸軍幼年学校（せんだいりくぐんようねんがっこう）は、幼少時から幹部将校候補を養成するため1897年に宮城県仙台市に設けられた大日本帝国陸軍の全寮制の教育機関（軍学校）である。当初は仙台陸軍地方幼年学校と称した。1924年に一度廃止となり、1937年に復活したが、1945年に廃止になった。
卒業生は陸軍中央幼年学校や陸軍士官学校、また陸軍予科士官学校へ進んだ。

## 概要
1896年（明治29年）5月に陸軍幼年学校条例（明治26年勅令第234号）が廃止され、代わって陸軍中央幼年学校条例（明治29年勅令第212号）及び 陸軍地方幼年学校条例（明治29年勅令第213号）が制定された。これに基づき、東京に陸軍中央幼年学校が置かれ、その下級学校として仙台に仙台陸軍地方幼年学校が設置された。そのほか、東京、名古屋、大阪、広島、熊本にも陸軍地方幼年学校が設立された。
校地は東郊外で陸軍の施設が集中した榴ヶ岡の一角で、現在の住所では五輪一丁目にあたる。1898年7月9日、学校は仙台市二十人町通2番ノ2の新築校舎に移転した。生徒数は一学年約50名で、13歳から16歳で入校し3年間の教育が行われた。1910年（明治43年）に教員は36人、生徒は150人いた。学費は陸海軍の士官子息は半額であり、戦死者遺児は免除とされていた。また、制服の襟に金星のマークがつけられたことから「星の生徒」と呼ばれた。卒業生は中央幼年学校に進み2年間の教育を受けた。中央幼年学校卒業後は士官候補生となり、各部隊で下士兵卒の勤務（隊附勤務）を六箇月間ほど務め、陸軍士官学校に進んだ。
1920年（大正9年）8月、陸軍幼年学校令（大正9年勅令第237号）が制定され、仙台陸軍幼年学校と改称した。しかし、1922年（大正11年）のワシントン海軍軍縮条約に代表される世界的軍縮傾向のなか、山梨軍縮により1924年（大正13年）12月15日に廃止となった。跡地には国立の工芸指導所が置かれた。
1936年（昭和11年）4月、中国での戦局が拡大しつつあるなか広島幼年学校が復活。次いで1937年（昭和12年）4月1日に仙台幼年学校が復活した。校地は仙台の南郊外にある三神峯という丘の上であった。採用生徒数の定員は50名であったが戦時中は増員された。入校年齢は13歳から15歳までで、3年間の教育を受け、卒業後は陸軍予科士官学校に無試験で入学した。
1945年（昭和20年）7月10日に仙台空襲で被害を受けた。敗戦に伴い廃止され、解散した。跡地は旧制第二高等学校を経て東北大学教養部となり、教養部移転後1967年（昭和42年）に三神峯公園となった。

## 歴代校長
仙台陸軍地方幼年学校
- 山田忠三郎 歩兵少佐：1897年5月1日 - 1897年10月11日
- 渡敬行 歩兵少佐：1897年10月11日 - 1903年6月25日
- 長岡保 歩兵少佐：1903年6月25日 -
- 柳下重勝 歩兵少佐：1904年12月16日 -
- 秀島七郎 歩兵少佐：1905年4月19日 - 1907年3月2日
- 富塚貞一郎 歩兵少佐：1907年3月2日 - 1912年3月16日
- 小野五郎 歩兵少佐：1912年3月16日 -
- 三木宗太郎 歩兵中佐：1918年7月24日[6] - 1920年8月10日

仙台陸軍幼年学校（第一次）
- 三木宗太郎 中佐：1920年8月10日 -
- 嘉村達次郎 中佐：1922年2月8日 - 1924年12月15日廃止

仙台陸軍幼年学校（第二次）
- 井上政吉 大佐：1937年4月1日 -
- 加藤守雄 少将：1938年12月5日 - 1939年12月19日死去
- 大熊貞雄 大佐：1939年12月23日 -
- 萩原直之 大佐：1941年12月24日 -
- 千田貞季 少将：1943年2月15日 -
- 山田栴二 予備役中将：1944年11月27日 -

## 著名な出身者
- 石原莞爾 - 明治35年（1902年）入学
- 根本博 - 明治37年（1904年）入学
- 加藤建夫 - 大正7年（1918年）入学。「加藤隼戦闘隊」隊長
- 小野寺信

### 終戦時に在学中だった生徒
- いずみたく（作曲家）
- 加藤秀俊（評論家）
- なだいなだ（作家、精神科医）